# Digital intermediate
El intermediari digital o digital intermediate (freqüentment abreujat com DI) és el procés de digitalitzar una pel·lícula per manipular el color o altres característiques de la imatge, i suposa habitualment l'últim ajust creatiu abans de l'estrena en cinemes de la pel·lícula. Es distingeix del procés de telecine en què s'escaneja la pel·lícula i es manipula el color al principi del procés per facilitar l'edició i distribuir-se per vídeo i televisió. El digital intermediate també es fa habitualment a una major resolució, i utilitza exclusivament eines digitals.

## Procés general
L'intermediari digital sovint reemplaça o augmenta el procés de sincronització fotoquímica i sol ser l'ajust creatiu final d'una pel·lícula abans de la seva distribució en els cinemes. Es distingeix del procediment de telecine mitjançant el qual el metratge s'escaneja i el color es manipula al principi del procés per a facilitar l'edició. No obstant això, els límits entre el telecine i l'intermediari digital es difuminen contínuament i, sovint, els coloristes del mateix camp les executen en el mateix maquinari. Aquests dos passos solen formar part del procés general de gestió del color en una pel·lícula en diferents moments. Un intermediari digital també es realitza habitualment a major resolució i amb major fidelitat de color que les transferències de telecine.
Encara que originalment es va utilitzar per a descriure un procés que començava amb l'escaneig del metratge i acabava amb l'enregistrament d'aquest en pel·lícula, l'intermediari digital també és usat per a descriure la correcció de color i etalonaje digital, i fins i tot, el masteritzat final quan s'usa una càmera digital com a font d'imatge, o quan el metratge final no s'imprimeix en pel·lícula. Això és degut als recents avanços en tecnologies de cinematografia digital, i de  projecció digital que s'esforcen perquè coincideixi la sortida nativa del pel·lícula amb la projector cinematogràfic d'aquest.
En l'acabat tradicional de pel·lícula fotoquímica, es produeix un intermediari en exposar la pel·lícula al negatiu original de la càmera. L'intermediari s'utilitza després per a produir en massa les pel·lícules que es distribueixen als cinemes. El etalonaje digital es realitza variant la quantitat de llum vermella, verda i blava utilitzada per a exposar l'intermediari. Això cerca poder reemplaçar o augmentar el mètode fotoquímic usat per a crear aquest intermediari.
El procés de l'intermediari digital utilitza eines digitals per a calibrar el color, la qual cosa permet un control molt més precís dels colors individuals i àrees de la imatge, i permet l'ajust de l'estructura de la imatge (granulat, nitidesa, etc.). L'intermediari per a la reproducció de la pel·lícula es pot produir mitjançant un gravador de pel·lícules. El film intermediari físic, que és resultat del procés d'enregistrament a vegades també es denomina intermediari digital i generalment es grava en material internegativo (IN), que és inherentment de gra més fi que el negatiu de la cambra (OCN).
Un dels assoliments tècnics clau, que va fer possible la transició a l'intermediari digital, va ser l'ús de taules de cerca en 3D, que podien usar-se per a imitar com es veuria la imatge digital una vegada que s'imprimís en el metratge de llançament. Això va eliminar una gran quantitat de conjectures del procés de creació de pel·lícules i va permetre una major llibertat en el procés de classificació de color al mateix temps que reduïa els riscos.
El màster digital s'utilitza sovint com a font per a una distribució de la pel·lícula compatible amb Digital Cinema Initiatives per a projecció digital. Per a finalitats d'arxiu, el màster digital creat durant el procés d'intermediari digital es pot gravar en separacions molt estables d'alt rang dinàmic groc-cian-magenta (YCM) en una pel·lícula en blanc i negre amb una vida útil de 100 anys o més. Aquest format d'arxiu, utilitzat durant molt de temps en la indústria abans de la invenció de l'intermediari digital, encara proporciona un mitjà per a arxivar que és independent de canvis en les tecnologies d'enregistrament de dades digitals i els formats d'arxiu que, d'una altra manera, podrien fer que el material arxivat digitalment sigui il·legible a llarg termini.

## Història
Les eines de Telecine per a capturar imatges electrònicament de pel·lícules són gairebé tan antigues com les retransmissions televisives, però les imatges resultants es van considerar en general inadequades per a exposar-les de nou en cel·luloide per a la seva distribució en sales. Els escàners i gravadors de pel·lícules amb la qualitat suficient per a produir imatges que poguessin tallar-se amb pel·lícules normals van començar a aparèixer a la dècada de 1970, amb millores significatives a la fi de la dècada de 1980 i principis de la de 1990. Durant aquest temps, el processament digital d'un llargmetratge complet no era pràctic perquè els escàners i gravadors eren extremadament lents i els arxius d'imatge eren massa grans en comparació amb la potència informàtica disponible. En el seu lloc, es van processar preses individuals o seqüències curtes per a efectes visuals especials.
En 1992, el supervisor i productor d'efectes visuals Chris F. Woods va trencar diverses "barreres tecnològiques" en crear un estudi digital amb la finalitat de produir els efectes visuals per al llançament en 1993 de la pel·lícula de “*Super Mario Bros. (pel·lícula)”. Va ser el primer projecte de llargmetratge a escanejar digitalment un gran nombre de plaques VFX (més de 700) a una resolució de 2K. També va ser la primera pel·lícula escanejada i gravada en la recentment inaugurada instal·lació “Cinesite” de Kodak a Hollywood. Aquest estudi especialitzat en projectes va ser el primer llargmetratge a utilitzar els sistemes Flame i Inferno de Discreet Logic (ara Autodesk), que van gaudir d'un predomini primerenc com a sistemes de composició digital d'alta resolució/alt rendiment.
La composició digital fílmica per a efectes visuals es va adoptar immediatament, mentre que l'ús d'impressores òptiques per a VFX va disminuir amb la mateixa rapidesa. Chris Watts va revolucionar encara més el procés amb el llargmetratge “*Pleasantville (pel·lícula)” de 1998, convertint-se en el primer supervisor d'efectes visuals de “New Line Cinema” a escanejar, processar i gravar digitalment la majoria dels llargmetratges de Hollywood d'acció real. La primera pel·lícula de Hollywood a utilitzar un procés d'intermediari digital de principi a fi va ser “O Brother, Where Art Thou?” en el 2000, mentre que a Europa va ser “Chicken Run”, llançat aquest mateix any.
El procés es va imposar ràpidament a mitjan dècada del 2000. Al voltant del 50% de les pel·lícules de Hollywood van passar per un intermediari digital al 2005, augmentant al voltant del 70% a mitjans del 2007.
Això es deu no sols a les opcions creatives addicionals que ofereix el procés als cineastes, sinó també a la necessitat d'escaneig d'alta qualitat i ajustos de color per a produir pel·lícules per a cinema digital.